# Wjatscheslaw Wiktorowitsch Tschanow
Wjatscheslaw Wiktorowitsch Tschanow (russisch Вячеслав Викторович Чанов; * 23. Oktober 1951 in Moskau, Russische SFSR, UdSSR) ist ein ehemaliger sowjetisch-russischer Fußballtorwart und heutiger Torwarttrainer.

## Leben
Wjatscheslaw Tschanow begann seine Karriere als Torwart in den Jugendmannschaften von Schachtar Donezk. Bereits sein Vater Wiktor war Stammtorwart in der ersten Mannschaft von Schachtar gewesen und sein jüngerer Bruder Wiktor sollte ebenfalls ein herausragender Torwart werden. Ab der Saison 1969 spielte er für die erste Mannschaft von Schachtar, ohne allerdings Stammspieler zu werden. Zu Beginn der Saison 1979 wechselte Tschanow zu Torpedo Moskau. Mit diesem Team erlebte er seine erfolgreichste Zeit, er wurde Stammtorhüter und 1981 zum sowjetischen Torwart des Jahres gewählt. 1982 stand Tschanow mit Torpedo im Finale des sowjetischen Pokalwettbewerbs, das Endspiel gegen Dynamo Kiew ging allerdings mit 0:1 verloren. Nach 177 Pflichtspielen für Torpedo Moskau wechselte er dann 1985 zu Neftçi Baku und 1987 zu ZSKA Moskau.
Tschanow bestritt im Jahr 1983 fünf Auswahlspiele für das sowjetische Olympiateam. Er nahm 1982 an der WM in Spanien teil, ohne allerdings bei diesem Turnier zu einem Einsatz zu kommen. Sein einziges Länderspiel für die sowjetische Nationalmannschaft bestritt er am 28. März 1984 in Hannover gegen die deutsche Nationalmannschaft.
Ab 1988 war Tschanow als Angehöriger der sowjetischen Armee in der DDR stationiert und spielte im Sowjetischen Armeesportclub der Gruppe der Sowjetischen Streitkräfte in Deutschland. Im Jahr 1990 wechselte er zum FSV Optik Rathenow und spielte bis 1993 für diesen Verein.
Seit 1995 ist Tschanow als Torwarttrainer für ZSKA Moskau tätig.